# Saint-Vincent-Lespinasse
Saint-Vincent-Lespinasse település Franciaországban, Tarn-et-Garonne megyében. Lakosainak száma 285 fő (2022. január 1.). Saint-Vincent-Lespinasse Boudou, Goudourville, Malause, Saint-Clair és Saint-Paul-d’Espis községekkel határos.

## Népesség
A település népessége az elmúlt években az alábbi módon változott:
| Lakosok száma | 237  | 246  | 257  | 258  | 268  | 277  | 277  | 282  | 285  |
|               | 2013 | 2015 | 2016 | 2017 | 2018 | 2019 | 2020 | 2021 | 2022 |